# XIX Krajowy Festiwal Piosenki Polskiej w Opolu
XIX Krajowy Festiwal Piosenki Polskiej w Opolu – 19. edycja festiwalu muzycznego, która odbyła się w dniach 25–28 czerwca 1981 roku Amfiteatrze Tysiąclecia w Opolu.

## Przeboje sezonu
Koncert odbył się 25 czerwca 1981 roku.

- Felicjan Andrzejczak – Lubię taki rytm
- Majka Jeżowska – Najpiękniejsza w klasie (+ bis)
- Hanna Banaszak
  - Mam ochotę na chwileczkę zapomnienia
  - W moim magicznym domu
- Ewa Bem
  - Nie ma tej bramy
  - Bez tego i owego
- Jerzy Rybiński – Już zapominam cię jak sen (+ bis)
- Grażyna Świtała – Tak jak przed laty (+ bis)
- Maryla Rodowicz
  - Fruwa twoja marynara (+ bis)
  - Wielki trójżaglowiec
- Zdzisława Sośnicka – Pokochaj mnie ile sił (+ bis)
- Krystyna Prońko
  - Małe tęsknoty (+ bis)
  - Psalm stojących w kolejce (+ bis)
- Izabela Trojanowska i Stalowy Bagaź
  - Na bohaterów popyt minął
  - Pieśń o cegle (+ bis)
- Wawele – Dom który czeka
- Maanam – Szare miraże (+ bis)
- Maciej Pietrzyk – Piosenka dla córki (+ bis)
- Leszek Wójtowicz – Modlitwa (+ bis)
- Jan Pietrzak – Żeby Polska była Polską

## Interpretacje
Koncert odbył się 25 czerwca 1981 roku.

- Music Hall
  - Zielono mi
  - Wiosno bądź nam siostrą
- Jolanta Zoń
  - Kocham się w poecie
  - Do widzenia Teddy
- Grażyna Sosnowska i Winda
  - Jej portret
  - Kontestator
- Babsztyl
  - Kraina smutku
  - W siną dal
- Grażyna Wojtanowska
  - Rupieciarnia
  - Inna
- Katarzyna Szlenk
  - Zielono mi
  - Ballada
- Spectrum
  - Masz w oczach dwa nieba
  - Swing
- Barbara Kowalska
  - Zielono mi
  - Zagraj ze mną w byle co
- Pastor Gang
  - Korowód
  - Nuda Zdrój
- Roman Kołakowski
  - Bonanza
  - Skiba
- Ewa Błaszczyk
  - Jak cię miły zatrzymać
  - Panna Anna
- Trzeci Oddech Kaczuchy
  - Okularnicy
  - Kombajnista
- Maria Meyer
  - W Polskę idziemy
  - Tylko ten taniec nam pozostał
- Stanisław Brzozowski
  - Song o ciszy
  - Ulica
- Nina Czerwińska
  - Korowód
  - Obudźmy się

## Premiery
Konkurs odbył się 27 czerwca 1981 roku.

- Jan Błyszczak – Piosenka o miłości życiu i śmierci
- Małgorzata Zawadzka – Zanim odejdziesz popatrz na mnie
- Teresa Haremza – Legenda o ludzkom spokoju
- Dorota Rozmus – A ja się nie dam
- Jacek Czyż – Kawalkady gniewnych Don Kichotów
- Fortunka – Tak żyjesz
- Ewa Dębicka i Bogusław Mec – Zaręczyny
- Andrzej Mioduski – Sztokholm
- Maryla Rodowicz – Hej żeglujże żeglarzu
- Babsztyl – Piosenka starego górnika
- Irena Woźniacka – Po co mi telefon
- Wolna Grupa Bukowina – Pieśń łagodnych
- Zdzisława Sośnicka – Bądźmy wszyscy dobrej myśli
- Felicjan Andrzejczak – Za dużo widzę by cicho być
- Zofia Kamińska – Mój biedny aniele
- Stalowy Bagaż – Baczność
- Krystyna Prońko – Opadają mi ręce
- Hanna Banaszak – Ja dla pana czasu nie mam
- Exodus – Jestem automatem
- Andrzej i Eliza – Niepokój w mieście

## Mikrofon i Ekran
Koncert odbył się 28 czerwca 1981 roku.

- Hanna Banaszak – Ja dla pana czasu nie mam
- Felicjan Andrzejczak – Za dużo widzę by cicho być
- Majka Jeżowska – Najpiękniejsza w klasie (+ bis)
- Maanam – Szare miraże (+ bis)
- Stanisław Brzozowski – Ulica
- Babsztyl – W siną dal (+ bis)
- Wały Jagiellońskie – Twój pierwszy elementarz (+ bis)
- Maciej Pietrzyk – Piosenka dla córki (+ bis)
- Zofia Kamińska – Mój biedny aniele
- Leszek Wójtowicz – Moja litania (+ bis)
- Krystyna Prońko
  - Psalm stojących w kolejce (+ bis)
  - Małe tęsknoty (+ bis)
- Trzeci Oddech Kaczuchy
  - Kombajnista
  - Okularnicy
  - Wódz wielki Manitou (+ bis)
- Barbara Kowalska – Zagraj ze mną w byle co
- Spectrum – Swing
- Music Hall – Wiosno bądź nam siostrą
- Grażyna Sosnowska – Kontestator
- Jacek Kaczmarski i Przemysław Gintrowski – Epitafium dla Włodzimierza Wysockiego (+ bis)
- Hanna Banaszak – W moim magicznym domu (+ bis)
- Roman Kołakowski
  - Bonanza (+ bis)
  - Skiba (+ bis)
- Maryla Rodowicz
  - Fruwa twoja marynara (+ bis)
  - Wielki trójżaglowiec (+ bis)
- Exodus – Jestem automatem (+ bis)
- Jan Pietrzak – Żeby Polska była Polską[1]

## Laureaci
Piwni laureaci
- Złoty Kufel Solidarności: Wały Jagiellońskie
- Złota Karolinka: Żeby Polska była Polską (muz. Jan Kanty Pawluśkiewicz, sł. Włodzimierz Korcz, Jan Pietrzak) – wykonawca: Jan Pietrzak

Nagrody w konkursie Interpretacje
- Andrzej Janeczko
- Trzeci Oddech Kaczuchy

Wyróżnienia
- Stefan Brzozowski
- Roman Kołakowski
- Barbara Kowalska
- Spectrum

Nagrody w konkursie PremieryNie przyznano żadnej nagrody. Dwa wyróżnienia przyznano:
- Wyróżnienia:
  - Ja dla pana czasu nie mam (muz. Jerzy Wasowski, sł. Jeremi Przybora) – wykonawca: Hanna Banaszak
  - Za dużo widzę (muz. Paweł Rozmus, sł. Wojciech Jagielski) – wykonawca: Felicjan Andrzejczak

Konkurs piosenki kabaretowej: I Nagrody nie przyznano
- II Nagroda: Jacek Kaczmarski i Przemysław Gintrowski – Epitafium dla Włodzimierza Wysockiego
- III Nagroda: Leszek Wójtowicz – Moja litania

Nagroda dziennikarzy: Krystyna Prońko za interpretację utworu pt. Psalmu stojących w kolejce